# Sonet 83 (William Szekspir)

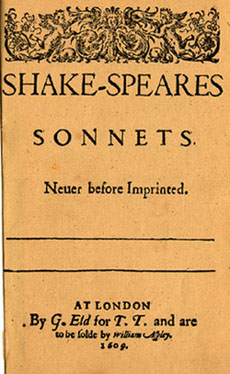
Strona tytułowa pierwszego wydania sonetów Shakespeare’a

Sonet 83 (Że cię malować trzeba, nie wiedziałem) – jeden z cyklu sonetów autorstwa Williama Shakespeare’a. Po raz pierwszy został opublikowany w 1609 roku.

## Treść
Sonet ten bezpośrednio odnosi się do utworu go poprzedzającego; porusza motyw obrazu, pojawiający się w zakończeniu sonetu numer 82.
Podmiot liryczny przeprasza tajemniczego młodzieńca za to, że nie wychwalał go dostatecznie, stwierdzając jednocześnie, iż jego uroda jest niewypowiedalna dla poety:
Iskra w twym oku więcej życia nieci
Niż sławiąc zmyślą twoi dwaj poeci.